# Chiesa dei Santi Cornelio e Cipriano (Beverino)
La chiesa dei Santi Cornelio e Cipriano è un luogo di culto cattolico situato nella frazione di San Cipriano nel comune di Beverino, in provincia della Spezia. La chiesa è sussidiaria della parrocchia di Santa Croce di Beverino all'interno del vicariato della Bassa Val di Vara della diocesi della Spezia-Sarzana-Brugnato.

## Storia e descrizione
L'edificio religioso è situato nella frazione beverinese di San Cipriano, sulla sponda destra del torrente Graveglia, circondato dal borgo omonimo al quale funge da parrocchiale. Secondo l’opinione prevalente tra gli studiosi, la chiesa è identificabile con la cappella di Beverino, attestata nelle decime bonifaciane alla fine del XIII secolo quale dipendenza della pieve di San Prospero di Corongiola. Dell’edificio di culto, interrato dal lento scorrere del Graveglia, emergono la porzione superiore dell’abside, parte del perimetrale meridionale e della facciata. L’abside, riutilizzata come base del campanile del successivo oratorio, presenta una tessitura muraria in conci squadrati di media pezzatura e si connota per la presenza di tre monofore strombate, individuabili soltanto nella loro porzione superiore a causa del consistente interro, e da coronamenti in stile romanico. Il perimetrale meridionale, parzialmente visibile alla base della facciata del più tardo oratorio, presenta un paramento in bozzette apparecchiate su filari orizzontali, così come la muratura ancora leggibile sul lato occidentale, in cui è forse rintracciabile parte del paramento della facciata originaria. L’impianto romanico, con planimetria quadrangolare e orientamento canonico ovest-est, è ancora individuabile nello sviluppo planimetrico del successivo edificio di culto, evidenziando una lunghezza complessiva di circa 11,5 m e una larghezza di 6,5 m circa. Secondo la tradizione erudita locale, ripresa anche da Ubaldo Formentini, attorno alla chiesa di S. Cipriano, posta lungo un’importante viabilità di fondovalle e in capo a un guado sul torrente Graveglia, si sarebbe sviluppato il primo nucleo di Beverino, connotato come insediamento stradale, mentre soltanto in una fase successiva venne edificato il castrum sulla collina vicina, attestato nelle fonti archivistiche a partire dal 1202. In conclusione, sebbene non si disponga al momento di un consistente complesso di dati, le caratteristiche architettoniche del primitivo edificio di culto e gli aspetti topografici e geomorfologici dell’area, contraddistinta da potenti apporti alluvionali, evidenziano il particolare interesse archeologico del sito, al quale si attribuisce un elevato potenziale informativo.
Nella notte tra il 31 agosto e il 1º settembre 2018 un fulmine ha distrutto la parte superiore del campanile, ancora priva di parafulmine.